# Shannan Taylor
Shannan Taylor est un boxeur australien né le 12 mai 1972 à Bulli en Nouvelle-Galles du Sud.

## Carrière
Champion d'Australie dans la catégorie super-légers en 1993 à l'occasion de son 3e combat professionnel, il devient champion d'Asie OPBF des poids welters le 25 septembre 1998 en battant au 6e round le Sud-Coréen Suk-Hyun Yoon mais échoue le 10 mars 2001 face à Shane Mosley pour le titre mondial WBC par abandon à l'appel de la 6e reprise.